# Austrian Journal of Political Science
Die Austrian Journal of Political Science (kurz: OZP; ehemals: Österreichische Zeitschrift für Politikwissenschaft, kurz: ÖZP) ist eine der führenden deutschsprachigen politikwissenschaftlichen Fachzeitschriften. Sie wird seit 1972 vierteljährlich durch die Österreichische Gesellschaft für Politikwissenschaft (ÖGPW) herausgegeben, von 1972 bis 2014 in gedruckter Form im Facultas Verlag in Wien, seit 2000 in digitaler Form. Dem Editorial Board gehören namhafte Wissenschaftler an. Die Zeitschrift richtet sich vor allem an Wissenschaftler, Studierende und politische Praktiker. Artikel werden in deutscher und englischer Sprache veröffentlicht und sind peer-reviewed (double-blind). Die Zeitschrift liegt seit 2015 als Open Access vor und ist in das LOCKSS-System eingebunden. Außerdem ist sie in Scopus, im Social Sciences Citation Index (SSCI) und im ERIH plus verzeichnet.